# 1906 у кіно

## Події
- 6 жовтня Оле Ольсен відкрив у передмісті Копенгагена Вальбю компанію з виробництва фільмів «Ole Olsen's Film Factory», яка згодом отримала назву Nordisk Film.

## Фільми
- Історія Келлі Ґенг

## Персоналії

### Народилися
- 13 січня — Файнциммер Олександр Михайлович, радянський російський кінорежисер (пом. 1982).
- 16 січня — Діана Віньяр, англійська акторка (пом. 1964).
- 19 січня — Ліліан Гарві, англійська та німецька акторка, співачка (пом. 1968).
- 23 січня — Добровольський Віктор Миколайович, український актор (пом. 1984).
- 24 січня — Орлянкін Валентин Іванович, радянський український кінооператор (пом. 1999).
- 1 лютого — Савін Петро Миколайович, радянський актор (пом. 1981).
- 5 лютого — Джон Керрадайн, американський актор (пом. 1988).
- 17 лютого — Мері Браян, американська кіноакторка (пом. 2002).
- 25 лютого — Агеєв Євген Іванович, радянський актор театру та кіно (пом. 1976).
- 5 березня — Єсипова Раїса Давидівна, російська акторка (пом. 1994).
- 7 березня — Новосельцев Іван Хрисанфович, радянський російський актор кіно (пом. 1942).
- 8 березня — Роу Олександр Артурович, радянський російський кінорежисер і сценарист (пом. 1973).
- 13 березня — Анненський Ісидор Маркович, радянський режисер і сценарист (пом. 1977).
- 17 березня — Бригітта Гельм, німецька акторка (пом. 1996).
- 24 березня — Шульженко Клавдія Іванівна, радянська українська співачка, акторка (пом. 1984).
- 25 березня — Шейнін Лев Романович, радянський юрист, письменник і кіносценарист (пом. 1967).
- 22 квітня — Едді Альберт, американський актор театру, кіно і телебачення (пом. 2005).
- 23 квітня — Бабій Олександр Максимович, український радянський звукооператор (пом. 1953).
- 1 травня — Толубєєв Юрій Володимирович, радянський актор театру і кіно (пом. 1979).
- 3 травня — Мері Астор, американська акторка (пом. 1987).
- 5 травня — Поліцеймако Віталій Павлович, радянський російський актор театру і кіно (пом. 1967).
- 9 травня — Ячницький Аполлон Володимирович, радянський та український актор театру і кіно (пом. 1980).
- 13 травня — Зельдович Григорій Борисович, радянський український редактор, кінокритик, викладач (пом. 1988).
- 23 травня — Покотило Михайло Федорович, український актор, режисер (пом. 1971).
- 3 червня:
  - Немченко Євген Костянтинович, радянський і російський актор театру і кіно, кінорежисер (пом. 1970).
  - Герасимов Сергій Аполлінарійович, радянський кінорежисер, сценарист, актор і педагог (пом. 1985).
- 22 червня — Біллі Вайлдер, американський кінорежисер і сценарист польсько-єврейського походження (пом. 2002).
- 3 липня — Джордж Сандерс, британський актор (пом. 1972).
- 28 липня — Каплуновський Володимир Павлович, російський радянський художник, кінорежисер (пом. 1969).
- 29 липня — Тельма Тодд, американська акторка (пом. 1935).
- 31 липня — Марецька Віра Петрівна, радянська російська акторка театру і кіно (пом. 1978).
- 1 серпня — Джудіт Вуд, американська акторка кіно (пом. 2002).
- 3 серпня — Александр Тронер, французький художник кіно угорського походження (пом. 1993).
- 5 серпня:
  - Джон Г'юстон, американський кінорежисер (пом. 1987).
  - Джоан Гіксон, британська акторка театру, кіно та телебачення (пом. 1998).
- 12 серпня — Крикун Григорій Тимофійович, український радянський режисер науково-популярного та ігрового кіно (пом. 1971).
- 18 серпня — Марсель Карне, французький кінорежисер (пом. 1996).
- 30 серпня — Джоан Блонделл, американська акторка (пом. 1979).
- 15 вересня — Жак Беккер, французький режисер і сценарист (пом. 1960).
- 22 вересня — Перцовський Марк Наумович, радянський актор театру і кіно (пом. 1993).
- 26 вересня:
  - Розін Мойсей Бенедиктович, радянський актор і театральний режисер (пом. 1976).
  - Кохно Леонтій Ілліч, радянський український кінооператор (пом. 1988).
- 2 жовтня — Таршин Олексій Михайлович, український актор. Народний артист України (1951) (пом. 1986).
- 9 жовтня:
  - Вольфганг Штаудте, німецький кінорежисер і сценарист (пом. 1984).
  - Жанетт Лофф, американська акторка і співачка (пом. 1942).
- 11 жовтня — Савченко Ігор Андрійович, радянський, український кінорежисер, сценарист, театральний педагог (пом. 1950).
- 13 жовтня — Такайшвілі Сесиль, грузинська акторка театру і кіно (пом. 1984).
- 15 жовтня — Народицький Абрам Аронович, радянський і український кінорежисер, сценарист (пом. 2002).
- 6 листопада — Папава Михайло Григорович, радянський кінодраматург (пом. 1975).
- 8 листопада:
  - Ганс Клерінг, німецький актор (пом. 1988).
  - Жига-Резницький Ілля Самійлович, український організатор кіновиробництва, редактор (пом. 1988).
- 14 листопада:
  - Абрикосов Андрій Львович — радянський актор театру і кіно, народний артист СРСР (1968) (пом. 1973).
  - Луїза Брукс, американська танцюристка, модель, акторка (пом. 1985).
- 17 листопада:
  - Маріо Сольдаті, італійський кінорежисер, сценарист, письменник та актор (пом. 1999).
  - Бетті Бронсон, американська кіно- і телеакторка (пом. 1971).